# Scinax staufferi
Scinax staufferi е вид жаба от семейство Дървесници (Hylidae). Видът не е застрашен от изчезване.

## Разпространение
Разпространен е в Белиз, Гватемала, Коста Рика, Мексико, Никарагуа, Салвадор и Хондурас.

## Описание
Популацията на вида е стабилна.